# Saxifraga babiana
Saxifraga babiana es una especie de planta  perteneciente a la familia Saxifragaceae.  

## Descripción
Es una planta perenne herbácea, laxamente pulvinular, rígida, viscosa, con indumento compuesto por numerosas glándulas y largos pelos glandulíferos, generalmente con tallos y hojas purpúreos. Tallos floríferos de hasta 30 cm de altura, axilares, ascendentes, cubiertos de pelos glandulíferos. Hojas basales coriáceas. Inflorescencia en forma de panícula ovoidea, laxa, con 5-10  flores; brácteas generalmente enteras. Fruto globoso –en ocasiones ovoideo–. Semillas 0,5-0,8 x 0,25-0,4 mm, con micropapilas y tubérculos. Tiene un número de cromosomas de n = 20.

## Distribución y hábitat
Se distribuye por pedregales y fisuras de rocas calizas –con frecuencia coloniza muros–; a una altitud de 1000-1300 metros en el W de la cordillera Cantábrica (la Babia)

## Taxonomía
Saxifraga babiana fue descrita por T.E.Díaz & Fern.Prieto y publicado en Anales Jard. Bot. Madrid 39: 249 1982 publ. 1983.
Etimología
Saxifraga: nombre genérico que viene del latín saxum, ("piedra") y frangere, ("romper, quebrar"). Estas plantas se llaman así por su capacidad, según los antiguos, de romper las piedras con sus fuertes raíces. Así lo afirmaba Plinio, por ejemplo.
babiana: epíteto geográfico que alude a su localización en la Babia. 
Sinonimia
- Saxifraga babiana var. septentrionalis T.E.Díaz & Fern.Prieto[3][4]

Híbridos
- Saxifraga x montserratii
- Saxifraga x somedana